# Protomyzon
Protomyzon es un género de peces de la familia Balitoridae en el orden de los Cypriniformes.

## Especies
Las especies de este género son:
- Protomyzon aphelocheilus
- Protomyzon borneensis
- Protomyzon griswoldi
- Protomyzon whiteheadi